# Lone Rock (Wisconsin)
Lone Rock és una població dels Estats Units a l'estat de Wisconsin. Segons el cens del 2000 tenia 929 habitants.

## Demografia
Segons el cens del 2000, Lone Rock tenia 929 habitants, 393 habitatges, i 240 famílies. La densitat de població era de 304 habitants per km².
Dels 393 habitatges en un 33,8% hi vivien nens de menys de 18 anys, en un 46,1% hi vivien parelles casades, en un 12% dones solteres, i en un 38,7% no eren unitats familiars. En el 30,3% dels habitatges hi vivien persones soles l'11,7% de les quals corresponia a persones de 65 anys o més que vivien soles. El nombre mitjà de persones vivint en cada habitatge era de 2,36 i el nombre mitjà de persones que vivien en cada família era de 2,95.
Per edats la població es repartia de la següent manera: un 27,7% tenia menys de 18 anys, un 8,4% entre 18 i 24, un 33% entre 25 i 44, un 20,2% de 45 a 60 i un 10,7% 65 anys o més.
L'edat mediana era de 34 anys. Per cada 100 dones de 18 o més anys hi havia 87,2 homes.
La renda mediana per habitatge era de 33.060 $ i la renda mediana per família de 37.750 $. Els homes tenien una renda mediana de 29.844 $ mentre que les dones 21.023 $. La renda per capita de la població era de 15.985 $. Aproximadament el 4,1% de les famílies i el 5,4% de la població estaven per davall del llindar de pobresa.

## Poblacions més properes
El següent diagrama mostra les poblacions més properes.